# Conformism
Conformismul este tendința membrilor unui grup să își schimbe opiniile, percepțiile și comportamentul, împotriva convingerilor proprii, sub influența normelor grupului din care fac parte.
Potrivit Dicționarului explicativ al limbii române (ediția 2016), conformismul este acceptarea mecanică, necritică și supunerea formală, docilă, față de orice obiceiuri, idei, hotărâri etc. Atitudinea conformistului.

## Experimente

### Muzafer Sherif
Într-o lucrare de referință  Psihologul Muzafer Sherif descrie un experiment în cadrul căruia în prima etapă subiecții erau rugați să estimeze amplitudinea mișcărilor neregulate ale unui punct luminos proiectat într-o cameră obscură, subiecții neavând nici un reper în aprecierile lor. Apoi urmează o doua aplicare, în care mai mulți subiecți intră în cameră și trebuie să estimeze cu voce tare. Chiar dacă inițial estimările sunt foarte diferite (în experimentul lui Sherif unii subiecți estimează câțiva centimetri iar alții până la 25 metri) după câteva aplicări apare o normă de grup. Chiar dacă apoi subiecții trebuie să estimeze din nou singuri, ei mențin norma de grup.

### Solomon Asch

Exemplu de linii folosite în experimentul lui Solomon Asch

Solomon Asch a efectuat în 1956 alt experiment. El prezenta subiecților o linie etalon și alte trei linii dintre care una avea aceeași lungime ca și cea etalon. Celelalte aveau lungimi evident diferite. Alături de subiect mai participă 6 complici ai experimentatorului. Sarcina declarată este de a testa exactitatea percepției vizuale, prin recunoașterea liniei care se potrivește ca lungime cu cea etalon. După ce se prezintă 6 - 12 mostre de linii, unde complicii indică linia potrivită, la ultima mostră, complicii indică toți o linie evident diferită ca lungime de cea etalon. Per ansamblu în jur de 32% dintre răspunsuri ale subiecților sunt conformiste, iar 60% dintre subiecți se conformează măcar o dată.

## Explicații
Există trei tipuri de distorsiuni:
- de percepție- unii ajung chiar să perceapă lucrurile în modul în care sunt enunțate de grup
- de judecată- unii continuă să perceapă lucrurile diferit dar consideră că nu se poate ca o majoritate să fie în eroare
- de acțiune- unii nu își modifică nici percepția nici judecata, însă temându-se de consecințe (de exemplu crearea unei imagini negative) se conformează și se declară de acord cu grupul

## Factorii care influențează conformitatea
- relația și tipul interacțiunii dintre indivizi (similaritatea dintre indivizi favorizează conformitatea)
- statusul în cadrul grupului- un statut ridicat scade probabilitatea conformității
- natura răspunsului- când răspunsul este public crește probabilitatea conformării
- gradul de dificultate al sarcinii- cu cât este mai mare cu atât este mai mare conformitatea
- compoziția grupului- femeile se lasă mai ușor influențate decât bărbații
- mărimea grupului- maximul conformității se atinge la grupuri de 3-4 indivizi
- unanimitatea- dacă individul nu este singurul care are o părere diferită, scade considerabil probabilitatea conformității